# قورتان
قورتان هي قرية في مقاطعة أصفهان، إيران. عدد سكان هذه القرية هو 1,177 في سنة 2006.